# Yucca rostrata
A Yucca rostrata a spárgafélék (Asparagaceae) családjába, a pálmaliliom (Yucca) nemzetségbe tartozó, az amerikai egyesült államokbeli Texasban, illetve a mexikói Chihuahuában és Coahuilában honos növényfaj.

## Megjelenése
Törzse 4,5 méter magas, tetején levélüstökkel. Levelei vékonyak, merevek, legfeljebb 60 cm hosszúak, és ritkán több mint 15 mm szélesek, végük felé fokozatosan elvékonyodnak és hegyes csúcsban végződnek. A virágzata nagy, 1 méter magas buga, fehér virágokkal.

## Változatok
- A Shappire Skies változatnak világoskék levelei vannak.[6][7]

## Galéria
|  |  |  |

## Fordítás
- Ez a szócikk részben vagy egészben  a   Yucca rostrata című angol Wikipédia-szócikk ezen változatának fordításán alapul.  Az eredeti cikk szerkesztőit annak laptörténete sorolja fel. Ez a jelzés csupán a megfogalmazás eredetét és a szerzői jogokat jelzi, nem szolgál a cikkben szereplő információk forrásmegjelöléseként.